# Der Junge beim Herrn Jesus zur Weihnacht

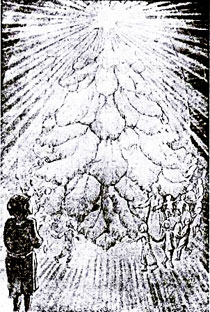
K. Orlow (1919): Der Junge beim Herrn Jesus zur Weihnacht

Der Junge beim Herrn Jesus zur Weihnacht (russisch: Мальчик у Христа на ёлке, Maltschik u Christa na jolke) ist eine Weihnachtsgeschichte, deren Niederschrift Fjodor Dostojewski am 30. Dezember 1875 begann und die im Januarheft 1876 der Sammlung Tagebuch eines Schriftstellers erschien.
Ein erfrierender kleiner Junge träumt, wie Jesus ihn zum Fest unterm Tannenbaum einlädt.

## Handlung
„… am Weihnachtsabend in einer sehr großen Stadt und bei furchtbarer Kälte“ bemerkt ein höchstens sechsjähriger Junge, dass seine kranke Mutter auf einer gemieteten Schlafstelle in einer Kellerwohnung gestorben ist. Der kleine, dürftig bekleidete Junge hat Hunger und geht hinaus auf die dunkle Straße. Ein paar Straßen weiter bleibt er vor einem Haus stehen. Hinter großen Fensterscheiben glänzt ein geschmückter Weihnachtsbaum. Darunter tanzt ein kleines Mädchen. Musik dringt aus dem Haus. Der Junge geht hinein, wird angeschrien, bekommt von einer Dame eine Kopeke und wird in die Kälte hinausgeschoben. Draußen überfällt ihn ein großer Junge. Dem Kleinen gelingt die Flucht in einen fremden Hof. Dort versteckt er sich hinter Holz und erfriert in der Nacht. Bevor der Kleine seine Mutter „bei Gott dem Herrn im Himmel“ wiedersieht, wird es ihm warm und er schläft schön ein. „‚Komm zu mir zum Christbaum, mein Kind!‘ flüstert über ihm auf einmal eine leise Stimme.“

## Form
Durch den Rahmen wird die Geschichte zur Anklage der Gesellschaft, in der Dostojewski lebt: Beim Schreiben hat Dostojewski jene kleinen Jungen vor Augen, die von Trinkern – das sind meist Fabrikarbeiter – als Bettler losgeschickt werden und ein paar Kopeken für den Branntweinkauf heimbringen müssen. Zu Hause erwartet diese kleinen um die acht Jahre alten Bettler und Diebe nichts als Hunger, Kälte und Schläge. Den noch kleineren Kindern der Armen ergeht es keinesfalls besser: Neugeborene erfrieren in Körben, ausgesetzt vor den Wohnungen Petersburger Beamter. Einige Findelkinder werden von der russischen Behörde finnischen Bäuerinnen übergeben. Manche dieser Kinder kommen zu Tode. Andere sterben bei der Mutter – zum Beispiel während einer Hungersnot.

## Deutschsprachige Ausgaben

### Verwendete Ausgabe
- Der Junge beim Herrn Jesus zur Weihnacht. Deutsch von Hermann Röhl. S. 253–259 in: Fjodor Dostojewski: Der Traum eines lächerlichen Menschen. Kleine Prosa. Nachwort: Ralf Schröder. (Enthält noch: Aufzeichnungen aus dem Untergrund. Das Krokodil. Bobok. Die Hundertjährige. Die Sanfte. Der Traum eines lächerlichen Menschen). 349 Seiten, RUB Bd. 600 (2. Aufl.), Reclam, Leipzig 1985